# ستيفن اكيرز
ستيفن اكيرز (بالإنجليزية: Stephen Akers)‏ هو لاعب كرة قدم بريطاني، ولد في 20 سبتمبر 1988 في دربي في المملكة المتحدة. لعب مع نوتس كاونتي.

## وصلات خارجية
- ستيفن اكيرز على موقع Soccerbase.com (لاعب) (الإنجليزية)